# Brian Job
Brian Gregory Job (Warren, 29 novembre 1951 – Palo Alto, 14 agosto 2019) è stato un nuotatore statunitense.

## Carriera
Specializzato nella rana, Job raggiunse, all'apice della carriera, la medaglia di bronzo sulla distanza dei 200 metri alle Olimpiadi di Città del Messico 1968.

## Palmarès
- Olimpiadi

Città del Messico 1968: bronzo nei 200 m rana.
- Giochi panamericani

Cali 1971: oro nella 4 × 100 m misti, argento nei 100 m rana e bronzo nei 200 m rana.